# Drymophloeus oliviformis
Drymophloeus oliviformis är en enhjärtbladig växtart som först beskrevs av Paul Dietrich Giseke, och fick sitt nu gällande namn av Carl Friedrich Philipp von Martius. Drymophloeus oliviformis ingår i släktet Drymophloeus och familjen Arecaceae. IUCN kategoriserar arten globalt som otillräckligt studerad. Inga underarter finns listade i Catalogue of Life.